# Maniganahalli, Srinivaspur
Maniganahalli là một làng thuộc tehsil Srinivaspur, huyện Kolar, bang Karnataka, Ấn Độ.